# Погача

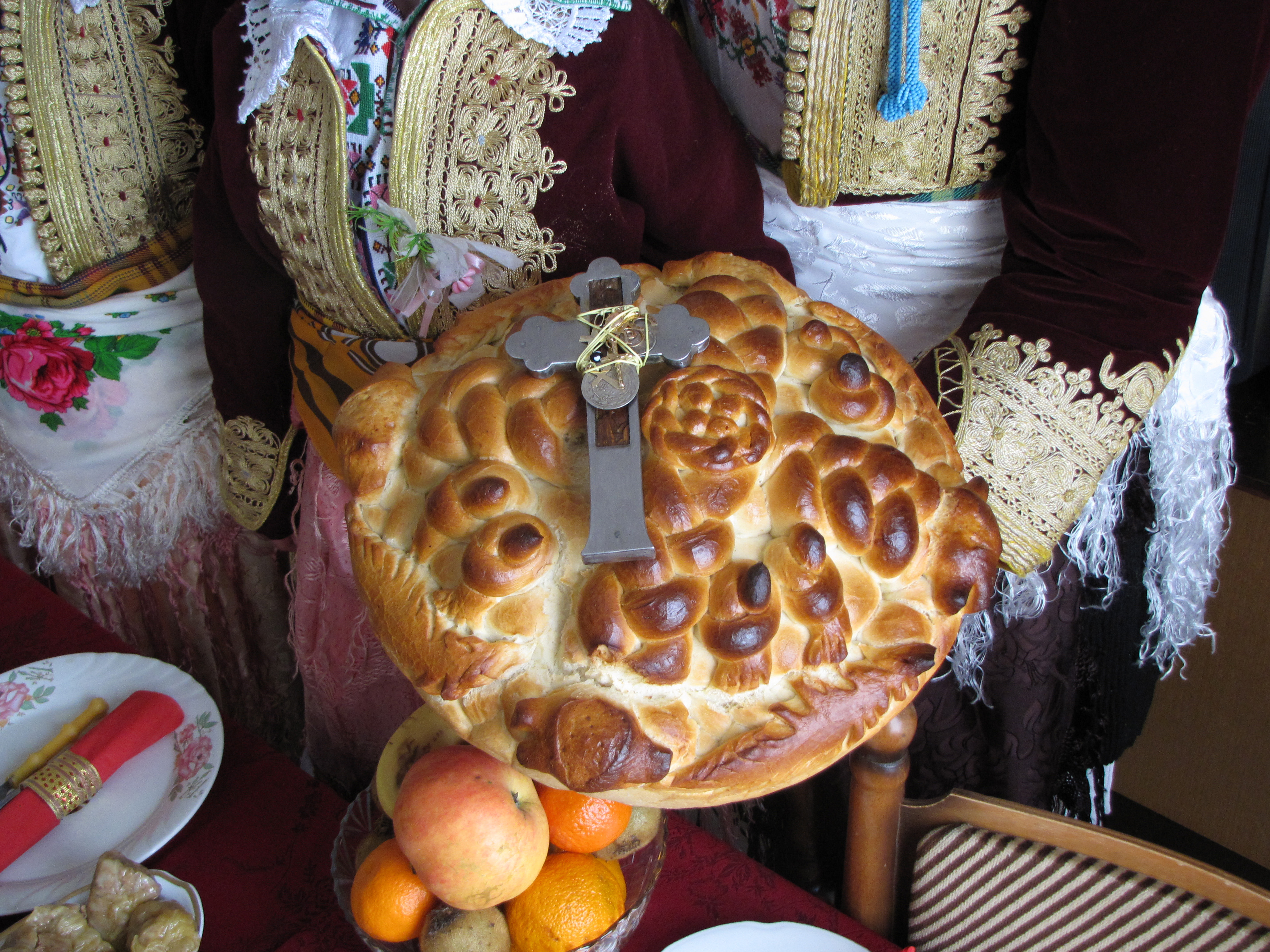

Погача — здобний білий хліб, що дуже популярний в Болгарії, на Балканах, зокрема в країнах колишньої Югославії, Угорщині, Греції та в Туреччині.
Особливістю цієї страви є те, що готується вона, як правило на свята – такі, як Пасха та Різдво. Погачу також готують на 40-й день після народження дитини.  Вона може відрізнятися між собою зовнішньою формою та оздобленням, оскільки існує багато варіантів плетіння для цього хлібу. Так для святкування в сім’ї, де нещодавно сталося поповнення цю випічку готують солодкою, але без зайвого прикрашання. На приготовану погачу кладуть білу тканину, куди всі запрошені гості  (за звичаєм запрошують тільки жінок) кладуть гроші. Ці гроші потім зав’язують у не тугий вузлик та ховають якомога вище, що б в майбутньому новонароджена дитина виросла гарною та досягла значних висот.
Погачу роздають гостям  після того, як свекруха розламає її над головою матері та дитини – вважається, що вони завжди матимуть їжу та зичить в майбутньому благополуччя. Шматки ж погачі, що роздають всім запрошеним жінкам символізують дітонародження.

## Походження назви
Назва погачі походить від латинського слова focus (вогнище) через його італійську версію focacea, котра значить печене тісто. І сьогодні існує в Італії вид плоского хліба, котрий називається focaccia. У Франції схожий хліб має схожу назву fougasse, а в Іспанії існує hogaza.
В угорську мову назва потрапила із південнослов'янських мов (pogača в сербській, хорватській і словенській).

## Приготування погачі
Для приготування цього святкового хлібу потрібно борошно, яйця, олія, цукор, оцет або лимонний сік, сіль, тепле молоко та дріжджі. Для оздоблення використовують кунжут.
Спочатку дріжджі розчиняють в теплому молоці та залишають на 10 хвилин.  В цей час просіюють борошно з сіллю, в яке додають яйця,  а потім і тепле молоко з дріжджами, масло та оцет.
Тісто вимішують, допоки воно не почне відставати від стінок миски та не стане еластичним. Після вимішування  тісто залишають на годину, щоб дати йому підійти. Після того, як воно підійшло, його ділять на 8 частин, кожну з яких розкачують, змащують розтопленим маслом та закручують в рулетки. Потім їх розрізають на трикутники та  складують в заготовлену заздалегідь та змащену маслом форму по колу, накривають рушником та залишають на 30–40 хвилин, щоб тісто піднялося.
Після того, як хліб спікся, його змазують маслом та дають час вичахнути.

## Погача в угорській кухні
Найпоширенініші варіанти погачі — картопляна, сирна, зі шкварками, зі сметаною, з овечим сиром і з капустою. Зазвичай подають після їжі або до
ситних супів, наприклад, до гуляшу, замість хліба.

## Погача, запечена в попелі
Це вид погача, який печуть на відкритому вогні в попелі. В угорських народних казках така погача є їжею для героїв, що вирушають в мандри, яку зазвичай їх матері печуть їм. Раніше учні отримували погача в дорогу, коли покидали школу. Звідти походить звичай класти випускникам шкіл погачу в сумку під час випускного вечора.